# Rauschanpassung
Rauschanpassung ist eine Anpassung (keine Leistungsanpassung) zwischen
- einer Hochfrequenzquelle mit der Quellimpedanz Zi und
- einem Low Noise Amplifier (LNA), also einen rauscharmen Verstärker hauptsächlich für Antennensignale mit der minimal möglichen Rauschzahl.

Dies ist i. A. nicht dasselbe wie eine Optimierung des Signal-Rausch-Verhältnisses und somit der Übertragung bzw. Kanalkapazität.